# Mangyt
Mangyt (russisch und kirgisisch Мангыт) ist ein Dorf im Oblus Osch im Südwesten Kirgisistans.

## Geographie
Das Dorf liegt 300 Kilometer südwestlich von der Landeshauptstadt Bischkek und 41 Kilometer westlich von der Gebietshauptstadt Osch entfernt. Es liegt etwa 885 Meter über dem Meeresspiegel südlich von Arawan und südlich von Nookat unweit der Grenze zwischen Kirgisistan und Usbekistan. Der Ort wird vom Arawansai durchflossen. Mangyt ist Verwaltungssitz der Landgemeinde Mangyt im Rajon Arawan.

### Klima
In der Gegend herrscht Kontinentalklima. Die durchschnittliche Jahrestemperatur in der Region beträgt 14 °C. Der wärmste Monat ist der Juli mit einer Durchschnittstemperatur von 29 °C, der kälteste der Januar mit −6 °C. Die durchschnittliche jährliche Niederschlagsmenge beträgt 435 Millimeter. Der feuchteste Monat ist der April mit durchschnittlich 60 mm Niederschlag, der trockenste der September mit 9 mm Niederschlag.

## Bevölkerung
| Jahr | Einwohnerzahl |
| ---- | ------------- |
| 2009 | 2271          |
| 2021 | 2873          |